# Ellen White (piłkarka)
Ellen Toni Convery (z domu White, ur. 9 maja 1989 w Aylesbury, Anglia) – angielska piłkarka, grająca na pozycji napastnika. Mistrzyni Europy z 2022 roku. W sierpniu 2022 ogłosiła koniec kariery.

## Kariera piłkarska

### Kariera klubowa
Ojciec Ellen White, John, prowadził akademię piłkarską w Aylesbury; tutaj zaczęła grać w piłkę nożną. Kiedy Ellen miała 8 lat, została zauważona przez skautów z Arsenalu, w którym później grała na poziomie juniorskim do 16 roku życia. W 2005 rozpoczęła karierę piłkarską w Chelsea. W 2008 przeszła do Leeds Carnegie. W lipcu 2010 wróciła do Arsenalu. Na początku 2014 została zaproszona do Notts County. Po trzech latach przeniosła się do Birmingham City. W maju 2019 podpisała kontrakt z Manchester City.

### Kariera reprezentacyjna
W marcu 2010 debiutowała w narodowej reprezentacji Anglii w meczu przeciwko Austrii. W 2012 reprezentowała Wielką Brytanię na Igrzyskach Olimpijskich. Wcześniej broniła barw juniorskiej reprezentacji U-17 i U-19. Potem grała w młodzieżowej reprezentacji Anglii U-20 i U-23.

## Sukcesy i odznaczenia

### Sukcesy piłkarskie
reprezentacja Anglii
- wicemistrz Europy U-17: 2007
- brązowa medalistka Mistrzostw świata: 2015
- półfinalistka Mistrzostw świata: 2019
- półfinalistka Mistrzostw Europy: 2017
- zwycięzca Cyprus Cup: 2013, 2015
- finalistka Cyprus Cup: 2014
- zwycięzca SheBelieves Cup: 2019
- Mistrzyni Europy: 2022

reprezentacja Wielkiej Brytanii
- ćwierćfinalistka Igrzysk olimpijskich: 2012

Leeds Carnegie
- zdobywca FA WPL Cup: 2010

Arsenal
- mistrz FA WSL: 2011, 2012
- zdobywca FA Women's Cup: 2011, 2013
- zdobywca FA WSL Cup: 2011, 2012, 2013

### Sukcesy indywidualne
- England Women's Player of the Year: 2011, 2018
- WSL 1 Player of the Month: March 2018
- WSL 1 Golden Boot: 2017/18
- FIFA Women's World Cup Bronze Boot: 2019